# 1681 en France
Chronologie de la France
- 1677
- 1678
- 1679
- 1680
- 1681
- 1682
- 1683
- 1684
- 1685

Cette page concerne l’année 1681 du calendrier grégorien.

## Événements
- 11 janvier : traité secret d’assistance mutuelle entre Louis XIV et Frédéric-Guillaume Ier de Brandebourg[1].

- 11 février : Bossuet obtient le privilège du roi pour l’impression de son Discours sur l’Histoire universelle[2].
- 28 février : annexion de la principauté de Montbéliard (1681-1697)[3].

- 18 mars : Louvois autorise les dragonnades. L’intendant Marillac les inaugure en Poitou. Des dragons sont logés chez les protestants[4]. En août, ils ont obtenu 38 000 conversions et l’exode vers l’étranger des huguenots poitevins s’accentue. La méthode est critiquée. Le 21 novembre, la cavalerie quitte le Poitou pour Bayonne et Marillac est limogé le 6 février 1682. Mais dès 1683, le système est étendu à toute la France[5],[6].

- 21 avril : le chambre royale de Metz prononce la réunion du comté de Chiny. Le comté est évacué par les espagnols, est les troupes françaises occupent le Luxembourg à l’exception de la capitale[1].

- 2 mai : Bossuet est nommé évêque de Meaux[7].

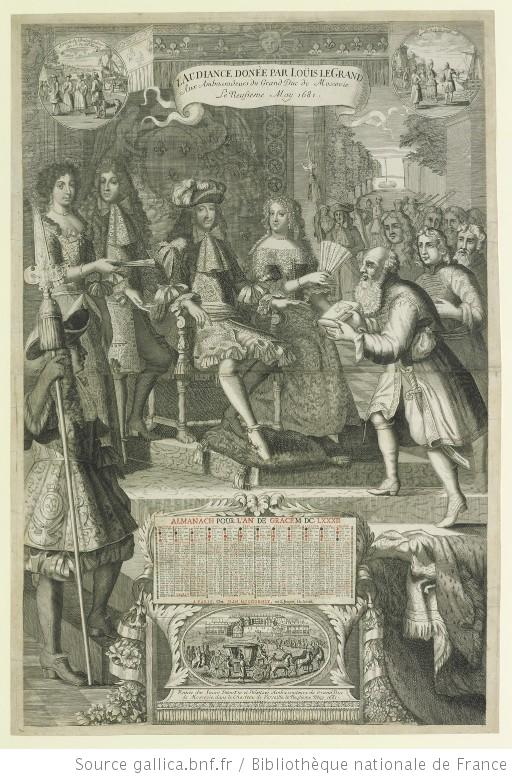
Audience donnée aux ambassadeurs du Grand duc de Moscovie le 9 mai 1681. Gravure de Jean Montcornet, 1682.

- 4 mai : une ambassade russe est reçue par le roi à Versailles, au salon d’Apollon[8].
- 15 mai : le canal du Midi, long de 321 km et conçu par l’ingénieur Pierre-Paul Riquet est ouvert à la navigation[9].
- Mai[10] : début de la construction de la machine de Marly pour l’alimentation en eau du château de Versailles (fin en 1684)[11].

- 24 juin : Jean-Baptiste de La Salle fonde à Reims l’institut des Frères des écoles chrétiennes, qui voue de simples frères, non prêtres, à l’éducation des enfants pauvres[12].

- 8 juillet : Charles III, duc de Mantoue accorde à Louis XIV la faculté de mettre garnison dans la citadelle de Casal[1].
- 9 juillet : suppression de l’Académie de Sedan par arrêt du Conseil[13].
- Été : récolte abondante. Les prix des grains chutent de 25 % à Toulouse entre mai et septembre[14].

- Août : grande ordonnance de la marine ; première codification du droit maritime[15].

- 28 septembre : siège de Strasbourg[16].
- 30 septembre :
  - capitulation de Strasbourg, qui reconnaît la souveraineté française[16]. Occupation de Kehl, transformée en forteresse par Vauban (1681-1697)[17].
  - une garnison française entre dans Casal[1].
- 4 octobre : le magistrat de Strasbourg (nom collectif des autorités communales) prête serment de fidélité au roi[1].
- 21 octobre : l’évêque François-Egon de Fürstenberg procède à la réconciliation solennelle de la cathédrale de Strasbourg et le 24 octobre y reçoit le roi pour une messe solennelle[18].

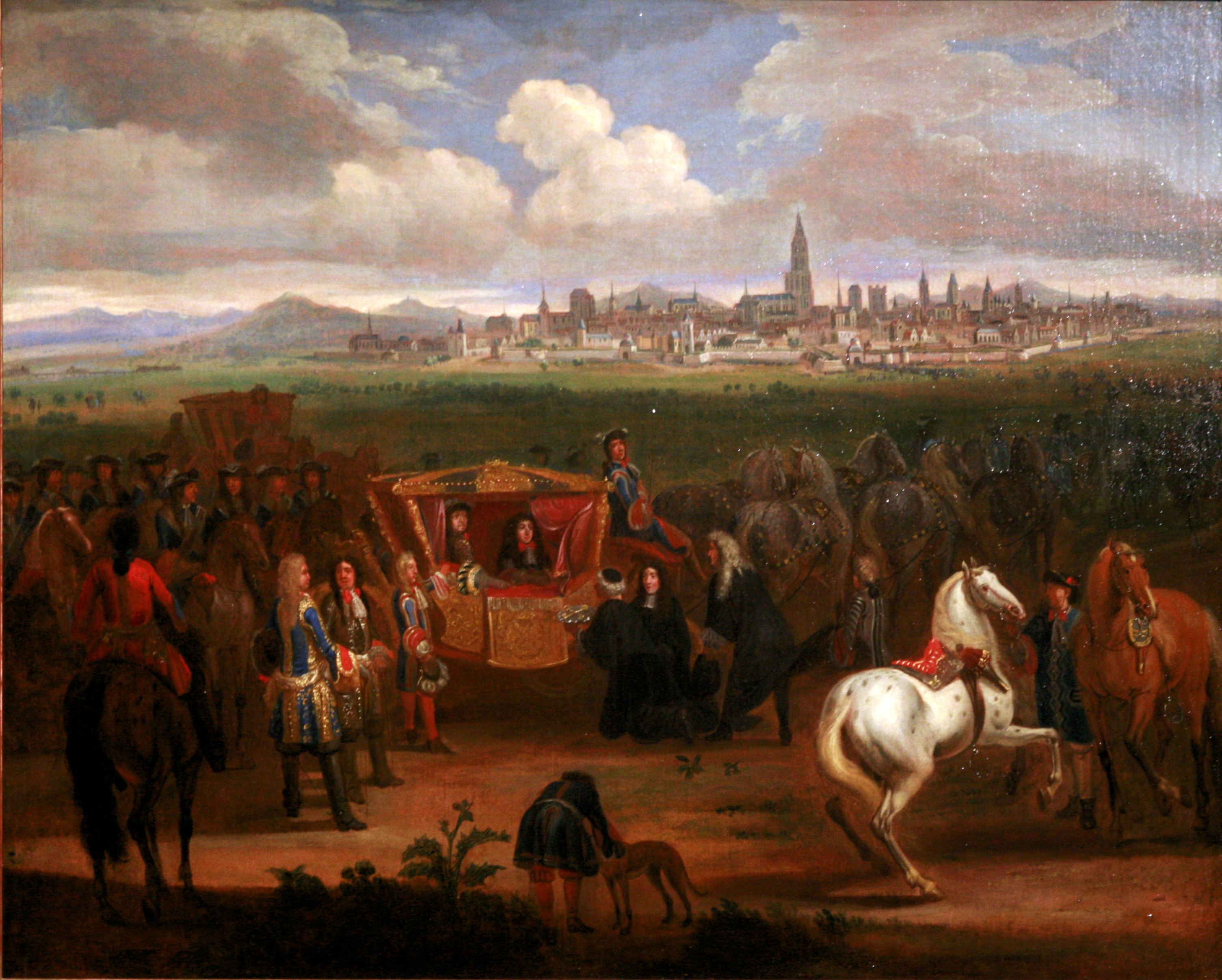
23 octobre : Louis XIV reçoit les clefs de Strasbourg. Constantyn Francken.

- 23 octobre : Louis XIV entre à Strasbourg[1]. Le culte catholique y est rétabli, mais le roi reconnait les libertés politiques et religieuses, notamment le libre exercice du culte luthérien. Le roi tente d’obtenir du pape, en récompense, un indult (grâce spéciale) qui ferait droit aux revendications françaises sur la régale. Le pape refuse et une assemblée cléricale est convoquée pour faire pièce aux prétentions de Rome[19].

- 30 octobre : ouverture de l’assemblée extraordinaire du Clergé dirigée par Bossuet (fin en mars 1682) qui affirme sa fidélité au roi et à sa politique gallicane et anti-huguenote. En 1682, elle signe la déclaration du clergé de France[16].

- 1er novembre : le Soleil de l'Orient, navire de la Compagnie des Indes, fait naufrage corps et biens au large de Madagascar. Il transportait une ambassade du royaume d'Ayutthaya et deux éléphants destinés aux petits-fils du roi.

- Jean Talon devient secrétaire du cabinet du roi[20].